# Lithothamnion lacroixi
Lithothamnion lacroixi Lemoine, 1918  é o nome botânico  de uma espécie de algas vermelhas  pluricelulares do gênero Lithothamnion, subfamília Melobesioideae.
- São algas marinhas encontradas na Martinica.

## Sinonímia
- Não apresenta sinônimos.